# Perilampus cephalotes
Perilampus cephalotes är en stekelart som beskrevs av Boucek 1956. Perilampus cephalotes ingår i släktet Perilampus och familjen gropglanssteklar. Inga underarter finns listade i Catalogue of Life.